# Нейротензин
Нейротензин (англ. Neurotensin), або NTS — білок, який кодується однойменним геном, розташованим у людей на короткому плечі 12-ї хромосоми. Довжина поліпептидного ланцюга білка становить 170 амінокислот, а молекулярна маса — 19 795.
| 10         |  | 20         |  | 30         |  | 40         |  | 50         |
| ---------- |  | ---------- |  | ---------- |  | ---------- |  | ---------- |
| MMAGMKIQLV |  | CMLLLAFSSW |  | SLCSDSEEEM |  | KALEADFLTN |  | MHTSKISKAH |
| VPSWKMTLLN |  | VCSLVNNLNS |  | PAEETGEVHE |  | EELVARRKLP |  | TALDGFSLEA |
| MLTIYQLHKI |  | CHSRAFQHWE |  | LIQEDILDTG |  | NDKNGKEEVI |  | KRKIPYILKR |
| QLYENKPRRP |  | YILKRDSYYY |  |            |  |            |  |            |

A: Аланін

C: Цистеїн

D: Аспарагінова кислота

E: Глутамінова кислота

F: Фенілаланін

G: Гліцин

H: Гістидин

I: Ізолейцин

K: Лізин

L: Лейцин

M: Метіонін

N: Аспарагін

P: Пролін

Q: Глутамін

R: Аргінін

S: Серин

T: Треонін

V: Валін

W: Триптофан

Кодований геном білок за функцією належить до вазоактивних білків.
Локалізований у цитоплазматичних везикулах. Також секретований назовні. Розщеплюється протеазою нейролізином.